# Tattoo (Rauw Alejandro)
Tattoo è un singolo del cantante portoricano Rauw Alejandro, pubblicato il 13 febbraio 2020.
La versione remix del brano, in collaborazione con Camilo, ha trionfato ai Latin Grammy nella categoria di miglior interpretazione urban.

## Video musicale
Il video musicale, diretto da Marlon Peña, è stato reso disponibile il 13 febbraio 2020 in concomitanza con l'uscita del brano.

## Tracce
Testi e musiche di Raúl Alejandro Ocasio Ruiz, Andra Mangiamarchi, Aneudy Maysonet, Daniel Rondon, Eliel Lind Osorio, Eric Pérez Rovira, José M. Collazo, Luis J. González e Rafa Rodríguez.
Download digitale
1. Tattoo – 3:22

Download digitale – Remix
1. Tattoo (con Camilo) (Remix) – 3:42

## Formazione
- Rauw Alejandro – voce
- Daniel Rondon – produzione
- Luis J. González – produzione, pianoforte
- Rafa Rodríguez – produzione
- José M. Collazo – mastering, missaggio, registrazione
- Nicolás Ramírez – registrazione

## Classifiche

### Classifiche settimanali
| Classifica (2020)     | Posizione massima |
| --------------------- | ----------------- |
| Argentina             | 1                 |
| Colombia              | 2                 |
| Costa Rica            | 3                 |
| Messico               | 5                 |
| Panama                | 22                |
| Perù                  | 12                |
| Repubblica Dominicana | 2                 |
| Spagna                | 2                 |
| Stati Uniti           | 106               |

### Classifiche di fine anno
| Classifica (2020) | Posizione |
| ----------------- | --------- |
| Spagna            | 10 / 21   |
| Uruguay           | 9         |
| Classifica (2021) | Posizione |
| Spagna            | 48        |